# World Wind Energy Association
 (août 2023).
La World Wind Energy Association (WWEA) est une association internationale à but non lucratif représentant le secteur de l'énergie éolienne dans le monde, avec des membres dans 100 pays, parmi lesquels les principales associations nationales et régionales de l'énergie éolienne. L'organisation œuvre pour la promotion et le déploiement mondial de la technologie de l'énergie éolienne et prône un futur système énergétique basé sur les énergies renouvelables.

## Histoire
La World Wind Energy Association WWEA est fondée en 2001 en tant qu'organisation internationale pour la promotion mondiale de l'énergie éolienne et a une large représentation sociétale. Les membres fondateurs de la WWEA sont les associations nationales de l'énergie éolienne. Les autres membres comprennent des cabinets de conseil, des institutions scientifiques, des laboratoires, des universitaires, des étudiants, des passionnés d'énergie éolienne et des fournisseurs d'équipements.

## Structure organisationnelle
La WWEA est régie par un conseil actuellement composé du président Peter Rae et des vice-présidents de tous les continents.  